# Tuts Washington
Tuts Washington (New Orleans, 24 januari 1907 - 5 augustus 1984) was een Amerikaanse bluespianist.
Hij leerde zichzelf piano spelen op 10-jarige leeftijd en studeerde bij de New Orleanse jazzpianist Joseph Louis "Red" Cayou. In de jaren 1920 en 1930 was hij een prominent pianist voor dansorkestjes en Dixieland-bands in New Orleans. In zijn stijl vermengde hij elementen van ragtime, jazz, blues en boogiewoogie.
Na de Tweede Wereldoorlog sloot Washington zich aan bij Smiley Lewis in een trio met drummer Herman Seals. Ze brachten verschillende populaire nummers uit voor Imperial, waaronder "Tee-Nah-Nah", "The Bells Are Ringing" en "Dirty People". Washington verhuisde naar St. Louis om bij "Tab Smith & His Orchestra" te spelen.
Washington keerde in de jaren zestig terug naar New Orleans en trad op in restaurants in de French Quarter, in clubs als Tipitina's en op het New Orleans Jazz & Heritage Festival.
Jarenlang had hij regelmatig werk in de pianobar van de Caribbean Room in het Pontchartrain Hotel. Hij vermeed het grootste deel van zijn carrière plaatopnames te maken, maar werd in 1983, op 76-jarige leeftijd, overgehaald voor de opnames van een solo-pianoalbum New Orleans Piano Professor op Rounder Records. Een live-opname van Washington, Live at Tipitina's '78, werd in 1998 postuum uitgebracht door Night Train International Records.
Washington is, samen met Professor Longhair en Allen Toussaint, te zien in de documentairefilm "Piano Players Rarely Ever Play Together" uit 1982.
Washington stierf op het podium op 5 augustus 1984 na een hartaanval tijdens een optreden op de Wereldtentoonstelling van 1984 in New Orleans.